# Muhammad Mursí
Muhammad Muhammad Mursí Issa Al-Aját (arabsky محمد محمد مرسي عيسى العياط‎; 20. srpna 1951 Adva – 17. června 2019 Káhira) byl egyptský politik a materiálový inženýr. Byl pátým, ale prvním a dosud jediným demokraticky zvoleným prezidentem Egypta, úřad zastával od 30. června 2012 do 3. července 2013, kdy byl svržen vojenským převratem.
Byl předsedou islamistické Strany svobody a spravedlnosti, která byla založena Muslimským bratrstvem po egyptské revoluci v roce 2011. V letech 2000 až 2005 byl členem Lidového shromáždění – dolní komory egyptského parlamentu. 24. června 2012 byl zvolen do úřadu prezidenta, když ve volbách porazil svého konkurenta Ahmada Šafíka, posledního předsedu vlády bývalého prezidenta Husního Mubáraka. Po oznámení výsledku prezidentských voleb složil funkci předsedy Strany svobody a spravedlnosti.

## Vzdělání
Narodil se ve vesnici Adva v egyptském guvernorátu Šarkíja. Studoval na Káhirské univerzitě, kde v letech 1975 a 1978 obdržel bakalářský respektive magisterský titul v oboru inženýrství. Ve studiích následně pokračoval ve Spojených státech, kde v roce 1982 obdržel na Univerzitě Jižní Kalifornie titul Ph.D. (rovněž v oboru inženýrství). Po ukončení studií zůstal na univerzitě a pracoval zde až do roku 1985 jako odborný asistent. V roce 1985 se vrátil do Egypta, kde se stal učitelem na univerzitě v Zagazigu. Se svojí ženou Nadžlou Mahmúdovou se oženil v roce 1979. Mají spolu pět dětí, přičemž dvě z nich se narodily v Kalifornii a mají americké občanství.

## Politická kariéra
V letech 2000 až 2005 byl členem egyptského parlamentu, do kterého byl zvolen jako nezávislý, neboť straně Muslimského bratrstva nebylo za vlády prezidenta Husního Mubáraka dovoleno kandidovat. Členem Muslimského bratrstva byl až do roku 2011, kdy přestoupil do nově vzniklé strany „Strana svobody a spravedlnosti“, kterou založilo právě Muslimské bratrstvo a jeho si zvolilo za prvního předsedu této strany. Poté, co byl v roce 2012 jejich kandidát na funkci prezidenta Chairat El-Šáter vyloučen z prezidentských voleb, se on sám (dříve byl nominován jako záložní kandidát) stal novým kandidátem Strany svobody a spravedlnosti na funkci prezidenta Egyptské republiky.

## Prezidentské volby 2012
V prvním kole prezidentských voleb, které se konaly od 23. do 24. května 2012, získal Mursí 24,78 % všech hlasů a skončil tak na prvním místě s těsným náskokem před Ahmadem Šafíkem (23,66 %), bývalým Mubárakovým premiérem. Ve druhém kole, které proběhlo 16. a 17. června, se mezi sebou utkali pouze tito dva kandidáti. Poté, co bylo sečteno 99 % hlasů, oznámilo Muslimské bratrstvo, že Mursí obdržel 13,2 mil. (51,8 %) hlasů, naproti tomu Šafík 12,3 mil. hlasů. 24. června 2012 bylo oznámeno, že vyhrál se ziskem 51,7 % hlasů.

## Prezident
Mursí složil 30. června 2012 prezidentskou přísahu a stal se prvním demokraticky zvoleným prezidentem Egypta. V pozici prezidenta nahradil Husního Mubáraka, který rezignoval na svůj post 11. února 2011.
V létě 2013 však Egypt zachvátily protesty proti Mursímu. Dne 1. července jej opozice vyzvala k odstoupení, jinak pohrozila kampaní občanské neposlušnosti. Ultimátum o den později vypršelo, Mursí neodstoupil. Odmítl i druhé ultimátum rovněž z 1. července, v němž armáda vyzvala politiky, aby se do 3. července rámcově dohodli na uspořádání země a vyšli vstříc „požadavkům lidu“. Po vypršení ultimáta armáda Mursího svrhla, pozastavila platnost ústavy a vyhlásila úmysl prosadit brzké uspořádání předčasných voleb. Prezidentský úřad po Mursím na přechodnou dobu převzal předseda Ústavního soudu Adlí Mansúr.

## Po převratu
Mursí byl zbaven moci a držen armádou na neznámém místě v izolaci. Dne 26. července 2013 na něj „egyptská prokuratura“ uvalila dva týdny vazby a obvinila jej ze spiknutí s Hamásem a podílu na únosech a vraždách vojáků a vězňů.
Dne 4. listopadu 2013 byl v Káhiře zahájen soudní proces, v němž byl obžalován z podněcování k násilí a zabíjení demonstrantů při protestech v prosinci 2012. Mursí soud neuznával, hájil se sám a považoval se stále za legitimní hlavu státu. Souzen byl spolu se 14 členy vedení hnutí Muslimské bratrstvo. Dne 16. května 2015 byl odsouzen k trestu smrti. Posléze byl 18. června 2016 bývalý egyptský prezident Muhammad Mursí odsouzen k doživotnímu odnětí svobody za špionáž pro Katar.
Zemřel 17. června 2019 během soudního slyšení.